# Rileya trinidadensis
Rileya trinidadensis är en stekelart som beskrevs av Subba Rao 1978. Rileya trinidadensis ingår i släktet Rileya och familjen kragglanssteklar. Inga underarter finns listade i Catalogue of Life.